# El Serrat
El Serrat (prononcé en catalan : /əɫ səˈrat/, et localement : /eɫ seˈrat/) est l'un 
des huit villages de la paroisse d'Ordino en Andorre. Il comptait 199 habitants en 2017.

## Toponymie
Serrat est un terme catalan désignant une « colline », et provenant du latin serra signifiant « scie ».

## Localisation et accès
El Serrat est situé au nord de la paroisse d'Ordino à une altitude de 1 540 m,. Le village s'élève immédiatement au nord du confluent entre le riu de Tristaina et le riu de Rialb, donnant naissance à la Valira del Nord,.
El Serrat est accessible depuis Ordino par la route CG-3. Le village le plus proche est Llorts à 3 km au sud. La route CG-3 se poursuit après El Serrat jusqu'à la station d'Ordino-Arcalis à 5 km au nord-ouest. Cette proximité fait du village une destination de choix pour les skieurs.
La vallée du parc naturel de Sorteny s'ouvre à l'est du village. On accède ainsi au parking du parc en moins de 15 minutes en voiture en suivant la route CS-370. Le pic de Besalí (2 639 m) domine le village au nord tandis que le pic del Brossos (2 319 m) le surplombe à l'ouest.
Pour les randonneurs, El Serrat est une étape sur la haute randonnée pyrénéenne mais également un point de départ vers le parc naturel de Sorteny, accessible par les sentiers en 45 minutes. Le GRP, sentier de grande randonnée formant une boucle s'étendant sur environ 120 km, passe par le village d'El Serrat.

## Climat
| Mois                              | jan. | fév. | mars | avril | mai   | juin | jui. | août | sep. | oct. | nov. | déc. | année |
| --------------------------------- | ---- | ---- | ---- | ----- | ----- | ---- | ---- | ---- | ---- | ---- | ---- | ---- | ----- |
| Température minimale moyenne (°C) | −3,3 | −3,3 | −1,4 | 0,4   | 4     | 7,5  | 9,8  | 9,7  | 6,9  | 4    | 0    | −2,3 | 2,7   |
| Température moyenne (°C)          | 1,1  | 1,4  | 3,7  | 5,2   | 9     | 13   | 15,9 | 15,7 | 12,5 | 8,7  | 4,3  | 2    | 7,7   |
| Température maximale moyenne (°C) | 5,6  | 6,2  | 8,9  | 10,3  | 14,4  | 18,5 | 22,4 | 22,1 | 18,2 | 13,9 | 8,9  | 6,2  | 12,9  |
| Précipitations (mm)               | 75,1 | 45,3 | 58,7 | 94,7  | 108,3 | 96,4 | 71,2 | 85,8 | 88,5 | 91   | 99,4 | 84,3 | 998,8 |

## Patrimoine
- Le village abrite l'église Saint-Pierre dont la construction a très probablement débuté au XVIe siècle[10]. De style baroque et de plan rectangulaire, l'église abrite un retable dédié à saint Pierre[10].
- Le pont d'Ordino est un pont roman enjambant la Valira del Nord situé 1 km au sud du village d'El Serrat[6].
- Le parc naturel de Sorteny est un espace naturel protégé de 1 080 ha[7] classé site Ramsar[11].
- El Serrat est le village le plus proche de la station de sports d'hiver d'Ordino-Arcalis (constituant une partie du domaine skiable de Vallnord).

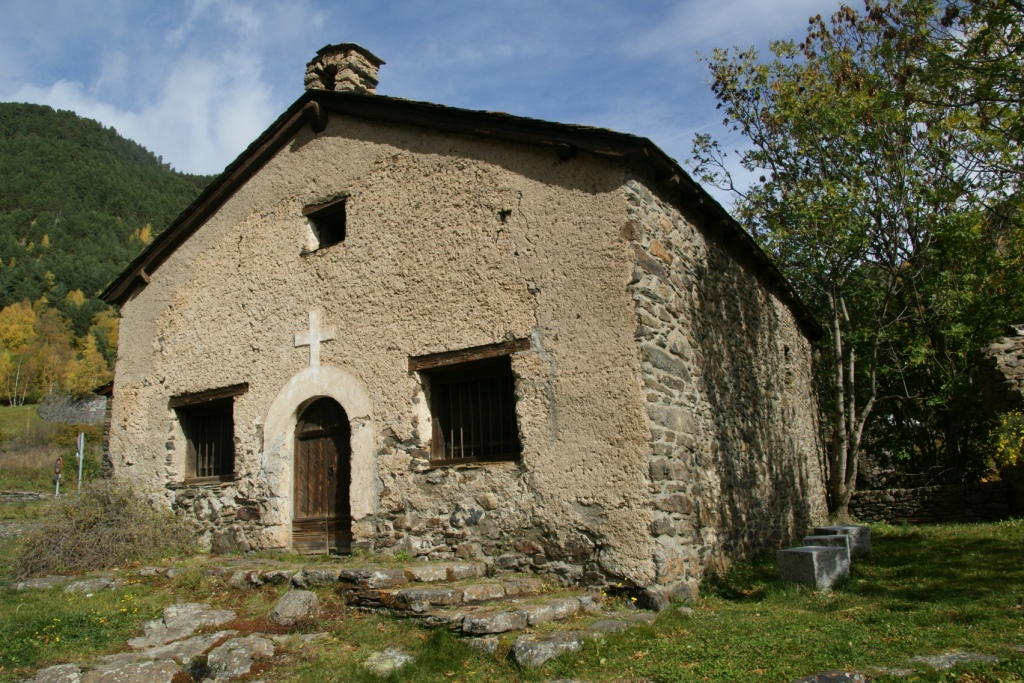
Église Saint-Pierre.
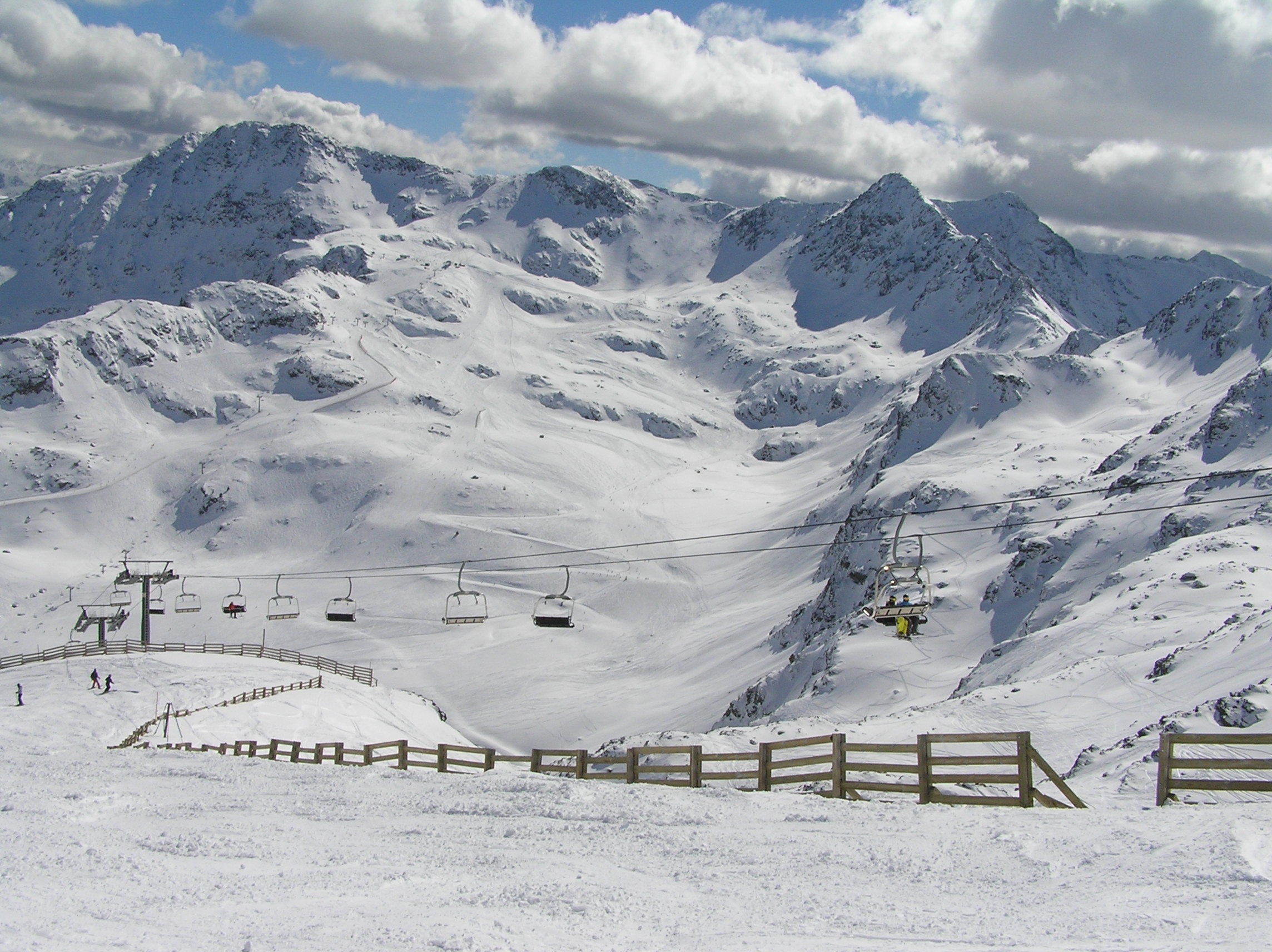
Les pistes d'Ordino-Arcalis.
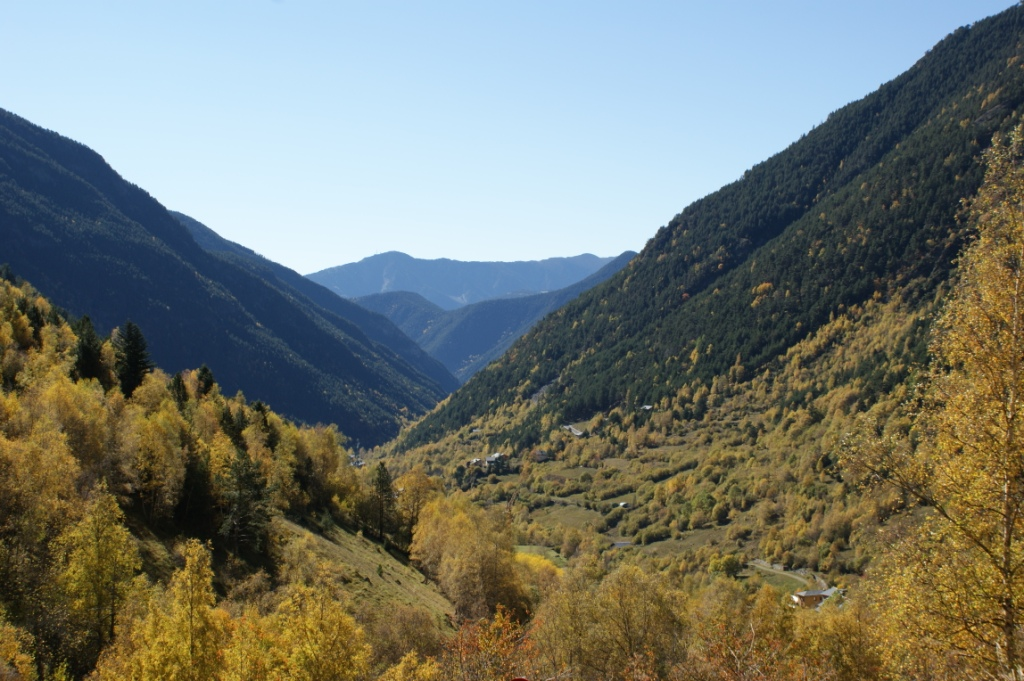
Le parc naturel de Sorteny.

## Histoire
Le village d'El Serrat était l'un centre des centres de la sidérurgie andorrane grâce à sa forge à la catalane (Farga del Serrat,,) qui traitait le minerai de fer issu de la Collada dels Meners située à l'est du parc de Sorteny. L'activité de la forge a débuté en 1690 et s'est poursuivi jusqu'au XIXe siècle. Après sa destruction par une inondation en 1840, la forge a finalement fermé en 1845, en raison de la concurrence des forges industrielles,. La Farga del Serrat appartenait pour moitié à la famille Rossell d'Ordino (également propriétaire de la Forge Rossell de La Massana).
Dans les années qui suivirent la Seconde Guerre mondiale, El Serrat devint l'un des points de passage pour l'immigration clandestine espagnole vers la France. Bien que moins fréquentée que celle du Pas de la Case, la route d'El Serrat, supposée moins surveillée, était empruntée par les migrants en route vers l'Ariège.

## Démographie
La population d'El Serrat était estimée en 1838 à 15 habitants et à 20 habitants en 1875.

### Époque contemporaine
| 1984 | 1985 | 1986 | 1987 | 1988 | 1989 | 1990 | 1991 | 1992 |
| ---- | ---- | ---- | ---- | ---- | ---- | ---- | ---- | ---- |
| 33   | 44   | 49   | 49   | 49   | 54   | 79   | 87   | 97   |

| 1993 | 1994 | 1995 | 1996 | 1997 | 1998 | 1999 | 2000 | 2001 |
| ---- | ---- | ---- | ---- | ---- | ---- | ---- | ---- | ---- |
| 106  | 100  | 92   | 89   | 77   | 68   | 69   | 55   | 56   |

| 2002 | 2003 | 2004 | 2005 | 2006 | 2007 | 2008 | 2009 | 2010 |
| ---- | ---- | ---- | ---- | ---- | ---- | ---- | ---- | ---- |
| 52   | 56   | 81   | 80   | 95   | 109  | 124  | 138  | 149  |

| 2011 | 2012 | 2013 | 2014 | 2015 | 2016 | 2017 | - | - |
| ---- | ---- | ---- | ---- | ---- | ---- | ---- | - | - |
| 138  | 153  | 167  | 183  | 186  | 185  | 199  | - | - |